# Morris Schrage
Morris Schrage  (*  27. Dezember 1930 in Łódź; † 7. Oktober 2011), auch Morris oder Morrie Sage, war ein polnisch-amerikanischer Unternehmer und Musikproduzent.

## Leben
Morris Schrage wurde in eine wohlhabende und große jüdische Familie in Łódź hineingeboren. Sein Vater Michael Schrage betrieb in Lodz eine Fabrik für Gummi („rubber factory“). Als 1939 der deutsche Überfall auf Polen begann, entschloss sich Michael Schrage, Polen zu verlassen. Die Familie emigrierte nach Kuba. Morris hatte einen älteren Bruder namens Harry und eine Schwester Betsy. Durch die Entscheidung zur Emigration überlebte die Familie; zahlreiche Verwandte fielen dem Holocaust zum Opfer. 
Die Familie siedelte sich in Matanzas in Kuba an, wo der Vater eine Schuhfabrik eröffnete und Sneakers unter dem Markennamen „Yumuri“ verkaufte. Morris und sein älterer Bruder Harry arbeiteten im Familienbetrieb mit, was ihnen ein gutes Einkommen sicherte und ein Leben als Playboys ermöglichte. Morris und sein Bruder waren Stammgäste in dem exklusivsten Nachtclub und Bordell in Havanna, der „Casa Marina“, in dem auch mehrere kubanische Musikgruppen, meist Trios, auftraten. Mit dem „Trio Zamora“ und dem „Trio Melodicos“ nahmen sie im Jahr 1958 zu Hause in Matanzas in einem provisorischen Studio zahlreiche Musikstücke auf. Harry Schrage hatte die Ausrüstung dafür auf mehreren Reisen nach Miami gekauft. Die Brüder verbrachten mehrere Wochen damit, die Musiker von Havanna nach Matanzas (jeweils eine Fahrt von zwei Stunden) hin- und herzufahren.
1960 floh die Familie Schrage nach der kubanischen Revolution von Fidel Castro aus Kuba. Morris Schrage siedelte sich in Los Angeles an, wo er als Autoverkäufer zu arbeiten begann. Sein älterer Bruder Harry Schrage wurde Angestellter der Firma Boeing in Seattle, verstarb jedoch im Jahr 1973 im Alter von 46 Jahren. Im Jahr 1965 begann Morris Schrage für Hull-Dobbs Ford zu arbeiten, im Jahr 1969 eröffnete er seine eigene Firma „Universal City Datsun“ in Nord-Hollywood, die Autos der Marke Datsun verkaufte.
Im Jahr 1970 siedelte er sich mit seinem Unternehmen, das später „Universal City Nissan“ hieß, am Cahuenga Boulevard nahe den Universal Studios und in Sichtweite des großen Highways Hollywood Freeway an.
Seine drei Söhne Michael, Joseph und Leonard traten in das Geschäft ein; bei seinem Tod im Jahr 2011 verfügte die Firma über sechs Filialen, einen Umsatz von etwa 700 Millionen US-Dollar pro Jahr und beinahe 1000 Mitarbeiter. Das Unternehmen verkauft heute Fahrzeuge der Marken Nissan, Infiniti, Toyota und Mercedes-Benz. Zahlreiche seiner früheren Mitarbeiter haben sich später selbst mit eigenen Firmen selbstständig gemacht. Im Jahr 2009 wurde Schrage für seine innovative Unternehmensführung und Werbung vom amerikanischen „Automotive News Magazine“ zu einem der 50 „All Time Most Visionary Auto Dealers in the United States“ gewählt.
Schrage war mit Helen Schrage verheiratet, sie lebten in Encino nahe Los Angeles. Das Ehepaar hatte drei gemeinsame Söhne, eine Tochter und acht Enkelkinder, eine weitere Tochter starb vor ihrem Vater in jugendlichem Alter.

## Edition derLost Cuban Trios of Casa Marina
Im Jahr 1999 bekam Morris Schrage von der Witwe seines Bruders Harry die Tonband-Aufnahmen zugesandt, die sie seinerzeit in Kuba gemacht hatten. Im Jahr 2010 schließlich veröffentlichte er die Aufnahmen, die von erstaunlich guter technischer Qualität sind, im Label „Ahinama Music“ (auch: Ahi-Namá geschrieben) seines Bekannten Jimmy Maslon unter dem Titel „The Lost Cuban Trios of Casa Marina“, die zeitweise die meistverkaufte CD in den „Latin Music Charts“ von Amazon war.